# Tremors 5: Bloodlines
Tremors 5: Bloodlines è un film del 2015 diretto da Don Michael Paul. 
Distribuito direttamente per il mercato video il 21 ottobre 2015, è il quinto film della serie di Tremors ed è il seguito di Tremors 3 - Ritorno a Perfection. La traduzione letterale del titolo è: Tremors 5: Linee di sangue.

## Trama
Burt Gummer si è ormai ritirato dalla caccia ai Graboid e ora gestisce un programma TV di sopravvivenza. Un giorno riceve la visita di un uomo che dice di essere della fondazione sudafricana per il rispetto dell'ambiente e dice che hanno un problema in una riserva con un Ass-blaster e hanno bisogno del suo aiuto. Lui accetta ma a condizione che finanzino i suoi video per tre anni e così insieme all'amico appena conosciuto Travis Welker andrà in Africa a combattere i Graboid e gli Ass-blaster, che si rivelano essere anche più grandi e più efficienti di quelli americani.